# Jack Haley Jr.
Pour les articles homonymes, voir Jack Haley (homonymie).
Jack Haley Jr. est un producteur, réalisateur, scénariste et acteur américain né le 25 octobre 1933 à Los Angeles, Californie (États-Unis), décédé le 21 avril 2001 à Santa Monica (Californie).

## Biographie
Il est le fils de l'acteur Jack Haley (The Wizard of Oz).

## Filmographie

### Producteur
- 1959 : The Race for Space (TV)
- 1961 : Hollywood: The Golden Years (TV)
- 1965 : The Incredible World of James Bond (TV)
- 1965 : Time-Life Specials: The March of Time (série télévisée)
- 1965 : The General (TV)
- 1967 : With Love, Sophia (TV)
- 1967 : Movin' with Nancy (TV)
- 1968 : The Beat of the Brass (TV)
- 1968 : Monte Carlo: C'est La Rose
- 1974 : James Dean Remembered (TV)
- 1974 : The 46th Annual Academy Awards (TV)
- 1974 : Il était une fois Hollywood (That's Entertainment!)
- 1975 : Gable: The King Remembered (TV)
- 1976 : That's Hollywood (série télévisée)
- 1976 : Life Goes to the Movies (TV)
- 1976 : America Salutes Richard Rodgers: The Sound of His Music (TV)
- 1977 : Life Goes to War: Hollywood and the Home Front
- 1979 : The 51st Annual Academy Awards (TV)
- 1980 : The American Movie Awards (TV)
- 1982 : Ménage à trois (Better Late Than Never)
- 1982 : Hollywood: The Gift of Laughter (TV)
- 1982 : Ripley's Believe It or Not! (série télévisée)
- 1984 : The 56th Annual Academy Awards (TV)
- 1985 : That's Dancing!
- 1987 : Happy 100th Birthday Hollywood (TV)
- 1990 : Warner Bros. Celebration of Tradition, June 2, 1990 (TV)
- 1990 : The Wonderful Wizard of Oz: 50 Years of Magic (TV)
- 1994 : 100 Years of the Hollywood Western (TV)

### Réalisateur
- 1994 : 100 Years of the Hollywood Western (TV)
- 1965 : The Incredible World of James Bond (TV)
- 1967 : Movin' with Nancy (TV)
- 1968 : The Beat of the Brass (TV)
- 1970 : The 42nd Annual Academy Awards (TV)
- 1970 : Norwood
- 1971 : Love Machine
- 1973 : ABC's Wide World of Entertainment (série télévisée)
- 1974 : James Dean Remembered (TV)
- 1974 : Il était une fois Hollywood (That's Entertainment!)
- 1982 : Hollywood: The Gift of Laughter (TV)
- 1985 : That's Dancing!
- 1990 : The Wonderful Wizard of Oz: 50 Years of Magic (TV)
- 1994 : 100 Years of the Hollywood Western (TV)

### Scénariste
- 1965 : The Incredible World of James Bond (TV)
- 1974 : Il était une fois Hollywood (That's Entertainment!)
- 1982 : Hollywood: The Gift of Laughter (TV)
- 1985 : That's Dancing!
- 1990 : The Wonderful Wizard of Oz: 50 Years of Magic (TV)